# Déidamie (reine d'Épire)
Pour les articles homonymes, voir Déidamie.
Déidamie (en grec ancien Δηϊδάμεια / Déïdameia), morte assassinée vers 232 av. J.-C., est une reine d'Épire, fille de Pyrrhus II. Elle est la dernière représentante de la dynastie éacide. Elle a pour sœur, Néréis, qui a épousé Gélon II, le fils et héritier de Hiéron II, tyran de Syracuse.

## Biographie
Pendant une rébellion de la population épirote qui fait suite à la mort de son père et de son oncle, sa sœur Néréis lui envoie 800 mercenaires gaulois. Une partie des Molosses la soutient et avec l'aide des mercenaires, elle s'empare rapidement d'Ambracie. Les Épirotes, déterminés à conserver leur liberté en anéantissant la famille royale, se décident à l'assassiner ; elle cherche refuge dans le temple d'Artémis, mais est mise à mort dans le sanctuaire par un certain Milo. Cet homme, considéré coupable d'un matricide, met peu après fin à ses jours. La date de cet événement ne peut pas être fixée avec précision mais il intervient sans doute pendant la dernière partie du règne du roi de Macédoine Démétrios II (239-229 av. J.-C.). Elle est l'ultime représentante de la dynastie des Éacides. 

## Dans la culture
La mort de Déidamie est mise en scène par Catherine Bernard en 1689, sous le titre de Laodamie, Reine d'Épire.